# محسن الوكيلي
محسن الوكيلي (من مواليد 1978 في تازة)، هو كاتب وروائي مغربي. ألف حتى الآن أكثر من 5 مؤلفات. وحاز على جوائز عديدة منها جائزة جائزة غسان كنفاني للسرد في عام 2016.

## السيرة الذاتية
ولد محسن الوكيلي في مدينة تازة، المغرب في 17 يناير 1978. حاصل على شهادة البكالوريوس في التاريخ والحضارة. عمل كمدرس في المدرس ثم أصبح مسؤولا عن مركز للتوثيق والإعلام. وبدأت مسيرة الوكيلي الأدبية أولا في كتابة القصص ونشرها في مجلات عربية عديدة مثل مجلة "الرافد" الإماراتية، و"الرأي" الكويتية، و"النهار" اللبنانية، و"الشباب والمستقبل" المغربية. أصدر أول مجموعة قصصية له "فجر الغضب" في عام 2009، ثم أول رواية "رياح آب" في عام 2013، الصادرة عن دائرة الثقافة في الشارقة والتي حصلت على جائزة الشارقة للإبداع العربي في دورتها 16 في العام نفسه. وأصدر حتى الآن أربع مجموعات قصصية، وثلاث روايات، ومسرحية واحدة.  نال الوكيلي على جوائز عديدة منها جائزة الشارقة للإبداع العربي عن روايته "رياح آب" في عام 2013، وجائزة ناجي النعمان للإبداع الأدبي عن مجموعته القصصية "حي العابرين" في عام 2011، وغيرهم من الجوائز. كما أن الوكيلي كان من ضمن القائمة الطويلة لجائزة الشيخ زايد للكتاب عن روايته "ريح الشركي في عام 2017.

## المؤلفات

### مجموعات قصصية
- فجر الغضب، دار الشركة العالمية، 2009

- حي العابرين، 2011

- تيه، دار الروافد، 2016

- موت من زوايا متعددة، دار روافد، 2017

### روايات
- رياح آب، دائرة الثقافة - الشارقة، 2016

- ريح الشركي، دار الساقي، 2016

- شظايا، دار مداد للطباعة والنشر، 2016

### مسرحية
- حمالة أوجه، دائرة الثقافة – الشارقة، 2017

## الجوائز
- 2011: جائزة ناجي النعمان للإبداع عن مجموعته القصصية «حي العابرين».

- 2012: جائزة أحمد بوزفور للسرد القصصي على مستوى الوطن العربي عن قصته «موت من زوايا متعددة».
- 2013:جائزة الشارقة للإبداع العربي في دروتها السادسة عشرة عن روايته «رياح آب».
- 2016: المرتبة الأولى في الدورة الخامسة لجائزة عشان كنفاني للسرد.